# Jansen & Tilanus
Jansen & Tilanus is een voormalige producent van kleding en ondergoed die vanwege de naamsbekendheid anno 2025 nog voortleeft als Nederlands merk. De onderneming bestond van 1869 tot 1981 en was gevestigd in Vriezenveen. Anno 2025 bestaat de merknaam nog  als merk van rugzakken.

## Bedrijfsgeschiedenis

### Oprichting
De Tilanus uit Jansen & Tilanus is J.L.L. Tilanus. Na zijn middelbareschoolopleiding studeerde hij van 1864 tot en met 1868 aan de Polytechnische school te Delft (de latere Technische Universiteit Delft). Tussen juli 1868 en november 1869 was hij volontair in Almelo, volgens overlevering bij Weverij Java en bij Spinnerij Engberts & Co. Vermoedelijk is hij via zijn aanstaande schoonfamilie, burgemeester Dikkers van Almelo, in contact gekomen met W.C. Jansen en G. Jansen, neven van zijn latere echtgenote, die eigenaars waren van een weverij(tje) in Vriezenveen.
De heren Jansen kwamen uit een geslacht van textielfabrikanten. Zowel in Twente als in Sint-Petersburg had dit geslacht een aandeel in diverse textielbedrijven gehad: Scholl-Jansen-Kruys en Co., Jansen-Kruys-Engberts en Co., Jansen en Gebr. Prinssen, Jansen-Joost en Co. en Weitzel-Jansen en Co..
De laatstgenoemde fabriek, de eerste stoomweverij in Vriezenveen, is opgericht in 1859 door W.C. Jansen, H.A. Engels en C.L. Weizel en vanaf eind 1860 produceerden zij op 112 getouwen calicot (een soort katoenen doek, genaamd naar de stad Calcutta). Ondanks schaalvergroting (nog 112 weefgetouwen in 1861) en verandering van eigenaren (vanaf 1865 heet het bedrijf Firma Kunst, Jansen & Co) leidden hogere grondstofprijzen, lagere afzetprijzen en slecht beleid uiteindelijk tot liquidatie van deze fabriek.
Op 17 november 1869 werd de stichtingsakte getekend van de firma Jansen & Tilanus met als firmanten W.C. Jansen (21 jaar) en G. Jansen (26 jaar) en J.L.L. Tilanus (22 jaar). De Jansens brachten grond, arbeiderswoningen en inventaris in, Tilanus brachten fl 30.000,= in. Tilanus deed daarvoor geen beroep op zijn vader, prof. dr. C.B. Tilanus, chirurg en arts te Amsterdam, maar leende het geld van een oudere vriend, dhr. Holleman, die in Oisterwijk een meekrapfabriek had. Ook al was J.L.L. Tilanus de jongere broer van een zwager van Holleman, het blijft opmerkelijk dat Holleman dit voor die tijd aanzienlijke bedrag als persoonlijke lening gaf en geen medefirmant wilde worden.

### Geschiedenis van de fabrieken

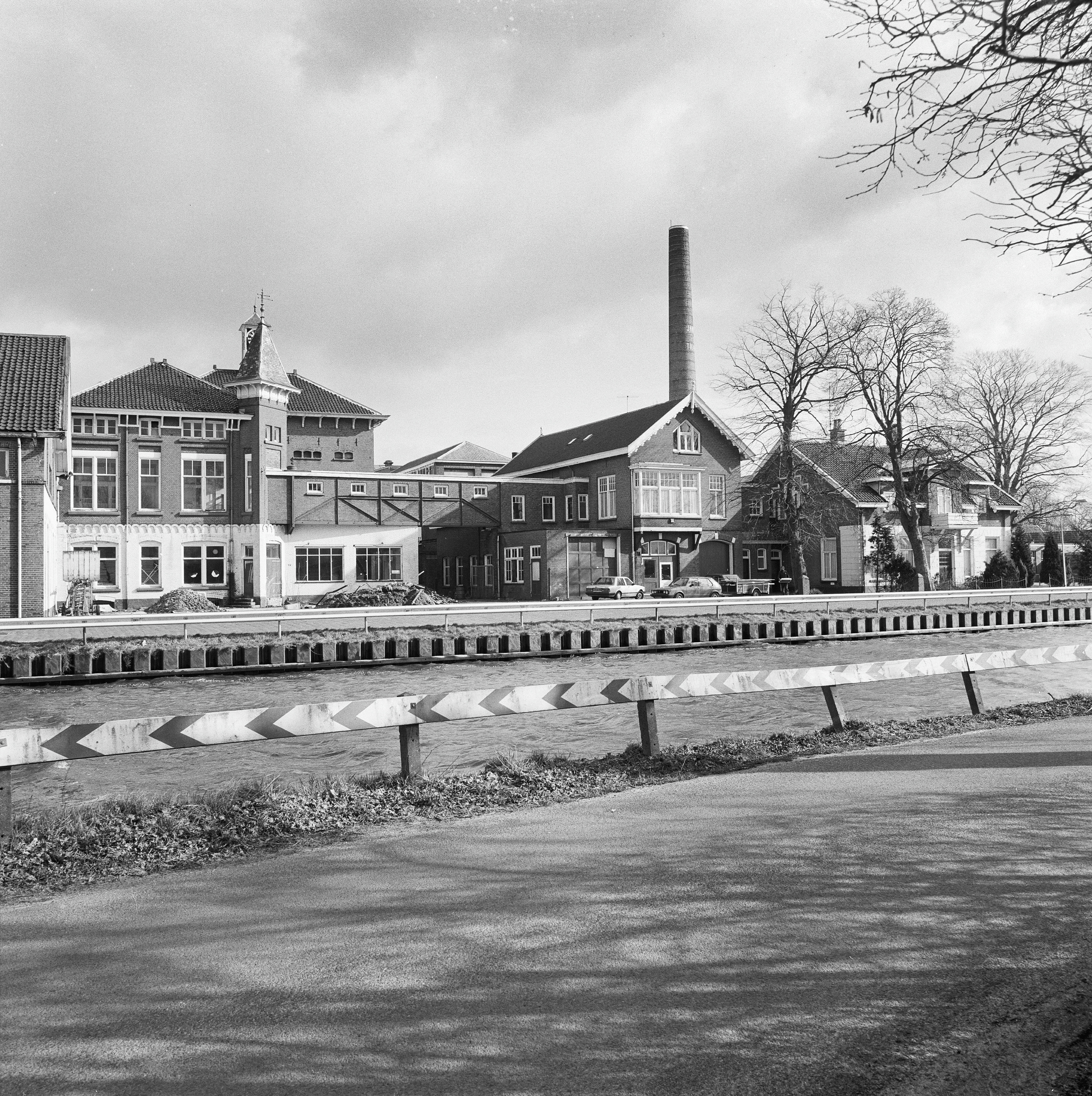
Het fabriekscomplex van Jansen & Tilanus in Vriezenveen.

Over de gang van zaken in het bedrijf in de eerste jaren is niet veel bekend. Eén, achteraf gezien belangrijke, gebeurtenis is de overname in 1874 van een aantal breimachines van de firma Thooft te Goor. Hieruit valt te concluderen dat de firma er financieel iets beter voorstond. De verklaring hiervoor moet waarschijnlijk worden gezocht in de enorme stijging van katoenprijzen ten gevolge van de Frans-Duitse oorlog van 1870.
Als tricotfabriek was Jansen & Tilanus de eerste die met succes op de Nederlandse markt werkte, welk voorbeeld echter spoedig door anderen gevolgd werd. Iets geheel nieuws was dat de firma zijn naam op het goed stempelde. Door dit toekennen van een merk en het daarmee, als eerste in de textiel-branche, adverteren, zou de naam van Jansen & Tilanus in Nederland een begrip worden. Verder werd niet alleen via grossiers verkocht, maar ook rechtstreeks aan winkeliers, die door eigen vertegenwoordigers werden bezocht.
Na tien jaar trad G. Jansen uit de zaak en verliet Vriezenveen. In 1895 overleed W.C. Jansen, en een paar jaar later vertrok ook zijn weduwe uit Vriezenveen. Hun belangen in de firma werden door Tilanus overgenomen. Hij voerde een voor die tijd opmerkelijk sociaal beleid:
- In 1897 werd een 'ziekenfonds' opgericht.
- In 1899 werd, in verband met het zilveren huwelijksjubileum van de directeur, een winstdelingsregeling aangekondigd voor de duur van drie jaar. In 1899 was dat in mei een dubbel weekloon.
- In 1906 een uitje met het voltallige personeel met de trein naar Amsterdam (Artis en Carré).
- Vanaf 1913 is er een sociaal werkster en in 1915 werd de erfenis van Tilanus' ongetrouwd gebleven zus bestemd voor een fonds ter ondersteuning van het fabriekspersoneel.

De kinderen van J.L.L. Tilanus werden opgeleid om een rol in de leiding van de fabriek te krijgen. A.M. Tilanus kreeg zijn opleiding in Saksen op het gebied van tricotage (gebreide stoffen). Zijn broer, C.B. Tilanus, kreeg zijn opleiding bij een weverij in Groot-Brittannië. Op 1 januari 1906 werden beide in de firma opgenomen.
Met de opkomst van sport in Nederland, was Jansen & Tilanus vanaf eind 19e eeuw decenialang kledingproducent voor sporters en sportclubs in velerlei sportdisciplines. De firma leverde sportkleding aan haast alle Nederlandse voetbalclubs, waaronder aan de landskampioenen AFC Ajax, Feyenoord en PSV. Tussen 1963 en 1970 was Jansen & Tilanus Sport leverancier van de shirts van het Nederlands elftal en tussen 1963 en 1970 was de onderneming wederom het kledingmerk van Feyenoord tot aan de halve finale van de Europacup I in april 1970. Nadien speelde de club in de finale in kleding van Le Coq Sportif.
Hoewel de winst voor het voortbestaan en de uitbreiding van de fabriek noodzakelijk was, was dat toch niet de belangrijkste kant van het bedrijf. Belangrijker was de werkgelegenheid die de fabriek leverde aan grote delen van de bevolking van Vriezenveen. In 1926 waren er meer dan 1000 weefgetouwen en telde de fabriek 1150 arbeidsplaatsen op een inwonertal van 7520. In die tijd werd elke week voor 40.000 tot 50.000 gulden aan "cambrics" (geprepareerde witte katoen) voor Nederlands-Indië geproduceerd waar het werd gebruikt voor de batikindustrie.
Uit de crisisjaren is nog bekend dat de stuklonen onder druk van de buitenlandse concurrentie verlaagd werden. De chefs van de afdelingen moesten altijd schipperen om de werkverdeling eerlijk te houden. Later werd, om de scheefgegroeide situatie recht te zetten, het hele loonsysteem herzien. Niet alleen de stukloners hebben in de crisistijd offers moeten brengen. Iedereen werd, afhankelijk van levensomstandigheden en werkzaamheden, in de A-ploeg of in de korter werkende B-ploeg ingedeeld. Dit systeem van arbeidstijdverkorting werd door A.M. Tilanus, de zoon van J.L.L. Tilanus, uitgewerkt.
In deze zware tijd kon niemand het zich permitteren om textiel weg te gooien. Iedereen, de koninklijke familie incluis, liet zijn ondergoed herstellen en dit leverde nog enig werk.
Bij de boedelscheiding na het overlijden van J.L.L. Tilanus in 1935 is de firma een N.V. geworden. Tot die tijd was Jansen & Tilanus nog een firma met firmanten die met hun hele bezit verantwoordelijk waren voor de gang van zaken. Het bleef echter een familiebedrijf: de directie van de N.V. bestond bij oprichting uit A.M. Tilanus, C.B. Tilanus en diens zoon W.C. (Willem) Tilanus.

## Neergang
De ondergang van het tricot begon eigenlijk al in de crisisjaren. Vóór 1930 was tricot een industrie waarvoor een stevig gebouw met een drijfwerk langs het plafond, een stoommachine of flinke elektromotor en tevens een spoelmachine nodig waren. Nadien kwamen er breimachines op de markt met aangebouwde elektromotortjes: een stopcontact was genoeg. Daarbij kwam dat deze machines op afbetaling werden verkocht. Ten slotte schaften de spinnerijen conus-spoelmachines aan, waardoor het zelf spoelen overbodig werd en verkochten zij gespoeld garen per kist zonder een — voor een grote afname noodzakelijk — garencontract af te sluiten. Op deze manier werd het erg makkelijk om in de keuken of de schuur tricot te gaan fabriceren. De Duitse en Engelse fabrieken van breimachines hadden ook weinig te doen. Zij brachten steeds grotere en snellere machines op de markt, maar zonder een volle orderportefeuille had een grote tricotfabriek hier niets aan. De tricotfabrieken probeerden op hun stilstaande machines wel japonstoffen te maken. Vooral na de Tweede Wereldoorlog zijn deze japonstoffen een belangrijk artikel geworden, mede door er de patronen met behulp van een soort computer in te laten breien. De (huis)tricotfabriekjes vormden hier geen concurrent, omdat de benodigde machines vele malen duurder waren dan de voorheen in de tricot gebruikelijke machines en omdat het de (huis)tricotfabriekjes aan elektronische en voor de japonstoffen noodzakelijke, modieuze vakkennis ontbrak.
De werkgelegenheid ontwikkelde zich in de wederopbouwperiode positief. In 1950 kwam Jansen & Tilanus met 440 medewerkers boven de 400 personeelsleden. Maar in 1958 moest het bedrijf de katoenweverij sluiten. Belangrijke reden was het wegvallen van de export naar Indonesië dat goederen uit Nederland weigerde. Vervolgens kon ook Jansen & Tilanus N.V. in navolging van het overgrote deel van de Nederlandse textielindustrie de concurrentieslag met de lagelonenlanden op den duur niet winnen. In 1981 sloot het bedrijf de poorten.
In de gebouwen zitten nu andere bedrijven en de schoorsteen staat er nog als industrieel monument. De uitvoering van de schoorstenen was in Twente doorgaans een stuk soberder dan in Engeland, België of bij de oosterburen. Daar werd de schoorsteen nogal eens gezien als pronkstuk.

### Het merk na de fabriekssluiting
Na de sluiting van de fabriek Jansen & Tilanus is het merk Jansen & Tilanus in handen gekomen van Koala in Neede en Gebr. Driessen in Aalten. Deze bedrijven zijn in 1996 overgenomen door Iduna uit Uden en de slapende merknaam, werd in 1997 weer tot leven gebracht als Jansen & Tilanus underwear. Na overname van Iduna door de Heek-Tweka groep in 1999 bleek de concurrentie tegen internationale merken als Diesel, Replay en Calvin Klein onhoudbaar. De merkrechten zijn overgegaan naar Ten Cate BV toen deze op 1 maart 2001 het bedrijf Koala overnam.
Op 31 oktober 2007 oordeelde de Rechtbank Almelo dat, omdat het merk vijf jaar lang niet was gebruikt, het merkrecht was vervallen. Opmerkelijk hierbij was dat dit artikel in Wikipedia aangedragen werd als bewijs dat het merk nog steeds "bekend" zou zijn in de zin van de merkenwet (rechtsoverweging 10). De rechter vond dit echter onvoldoende.
Na 14 jaar afwezigheid, werd Jansen & Tilanus in 2015 vanuit het Noord-Brabantse Tilburg heropgericht door het bedrijf Vadobag Europe b.v. dat de merkrechten overnam en het merk geherintroduceerd heeft voor de productie van rugzakken.

## Trivia

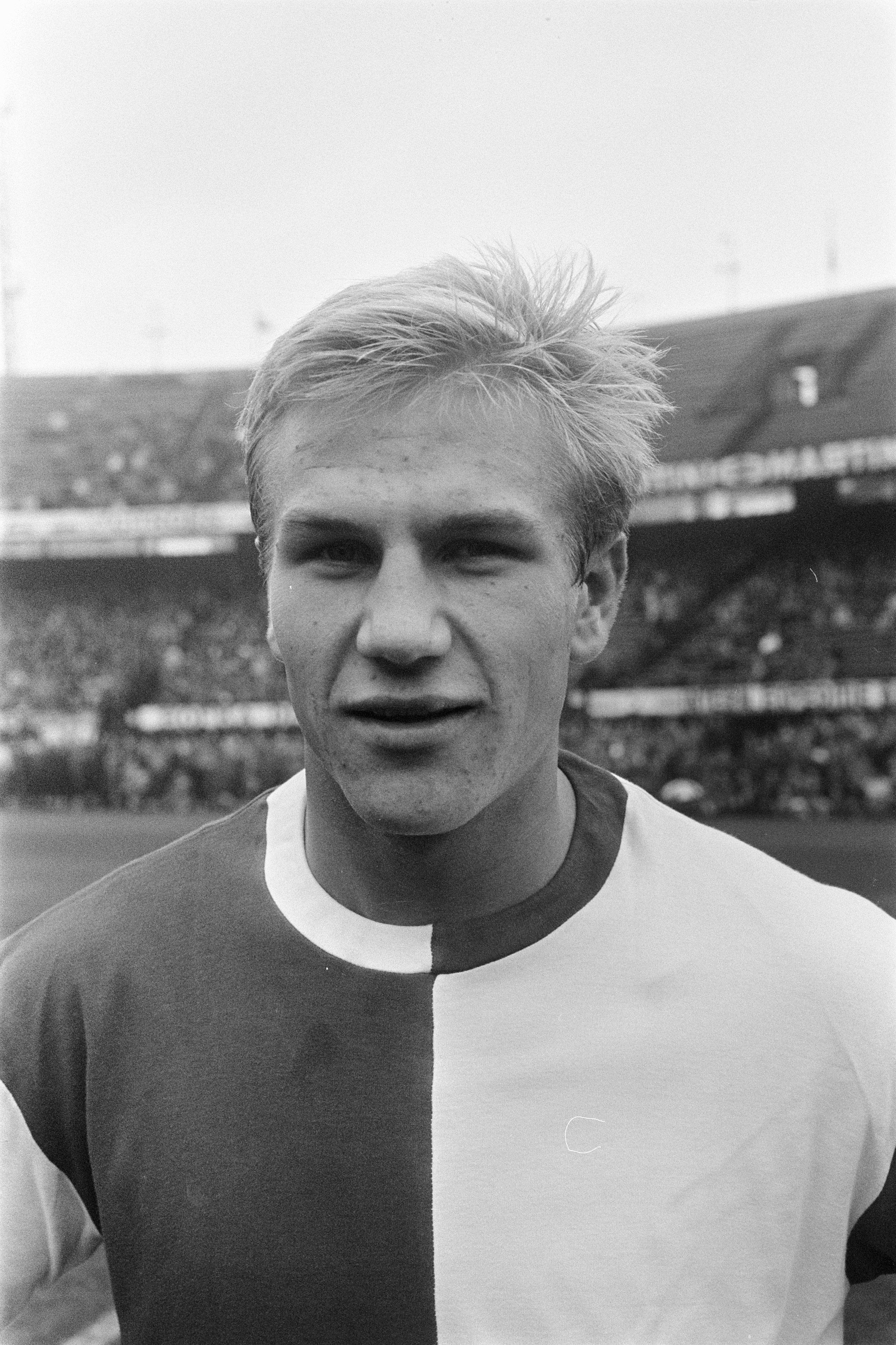
Feyenoord-speler Jan Boskamp in november 1966 gekleed in een voetbalshirt van Jansen & Tilanus.

Louis Davids verwijst in zijn lied de voetbalmatch naar het ondergoed in het couplet:
Twintig knullen in d'r Jansen en Tilanus
Liepen zomaar los in het midden op een grasveld rond.
Wat een weelde mens, om rauw in te bijten,
Af en toe dan liep het water in mijn mond